# Bučići
Bučići är en ort i Bosnien och Hercegovina.   Den ligger i entiteten Federationen Bosnien och Hercegovina, i den centrala delen av landet, 100 km nordväst om huvudstaden Sarajevo. Bučići ligger 539 meter över havet och antalet invånare är 461.
Terrängen runt Bučići är huvudsakligen lite bergig. Bučići ligger nere i en dal. Närmaste större samhälle är Divičani, 4,6 km nordväst om Bučići. 
I omgivningarna runt Bučići växer i huvudsak blandskog. Runt Bučići är det ganska tätbefolkat, med 93 invånare per kvadratkilometer.